# Anisodus tanguticus
Anisodus tanguticus (Maxim.) Pascher, es una especie fanerógama perteneciente a la familia Solanaceae. Es originaria de China, Bután, India y Nepal. 

## Descripción
Son arbustos o hierbas perennes, glabras o pubescentes con pelos simples y dendríticas.  Raíces fuertes y carnosas. Los tallos erectos, obtusamente angular, y ramificados. Las hojas son solitarias o en pares, pecioladas, simples, enteras o toscamente dentadas. Las inflorescencias solitarias en las axilas de las hojas. El fruto es una cápsula globosa ovoide con numerosas semillas comprimidas.

## Propiedades
A. tanguticus (En chino: 山莨菪; pinyin: shān làng dàng) es una de las 50 hierbas fundamentales usadas en la medicina tradicional china.
Principios activos: las raíces contienen alcaloides tropánicos tales como anisodina y anisodamina.

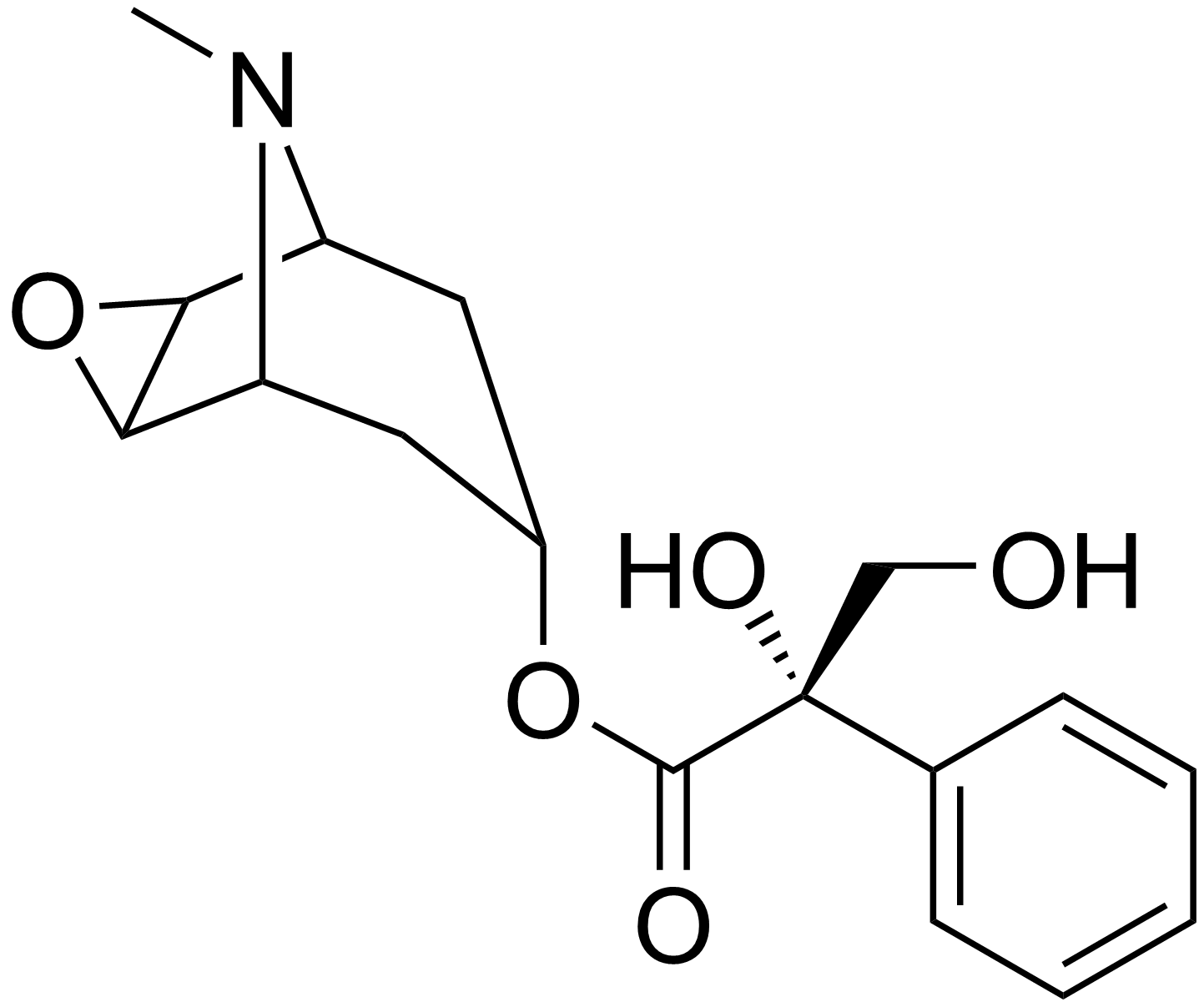
Anisodina

Indicaciones: la anisodamina actúa como estimulante del SNC, anticolinérgico y antiespasmódico. Se usa en el tratamiento de enteritis agudas y de shocks sépticos (disentería bacilar). Al dilatar los capilares aumenta la microcirculación. La anisodina es depresor del SNC, antagonista de la fisostigmina, que se usa principalmente en cefaleas migrañosas.

## Taxonomía
Anisodus tanguticus fue descrita por (Maxim.) Pascher y publicado en Repertorium Specierum Novarum Regni Vegetabilis 7(140–142): 167. 1909.
Sinonimia
- Scopolia tangutica Maxim.[1]
- Anisodus tanguticus var. viridulus C.Y.Wu & C.Chen[1]